# Guillar (Pontevedra)
Guillar (oficialmente Santa María de Guillar) es una parroquia española del municipio de Rodeiro, perteneciente a la provincia de Pontevedra, en la comunidad autónoma de Galicia.

## Historia
Hacia mediados del siglo XIX, la parroquia, ya por entonces perteneciente a Rodeiro, tenía contabilizada una población de 180 habitantes. Aparece descrita en el noveno volumen del Diccionario geográfico-estadístico-histórico de España y sus posesiones de Ultramar de Pascual Madoz con las siguientes palabras:

GUILLAR (Sta. Maria): felig. en la prov. de Pontevedra (11 1/2 leg.), part. jud. de Lalin (1 1/2), dióc. de Lugo (10), ayunt. de Rodeiro. sit. á la márg. izq. del r. Arnego, con libre ventilacion y clima frio, pero saludable. Tiene 36 casas repartidas en las ald. de Arcas, Adelan, Guillar, Torre y Vilar-mayor. La igl. parr. (Sta. Maria), de la que es aneja la de San Cristóbal de la Haz, se halla servida por un cura de entrada y de patronato lego. Confina el term. con las felig. de Gorgueiro, Haz y Pedroso. El terreno es montuoso y poco fértil: hay en la parte inculta robles, castaños, tojo, brezo y yerbas de pasto. Los caminos son locales y malos: el correo se recibe de la Gesta. prod.: maiz, centeno y patatas: se cria ganado vacuno, de cerda, lanar y cabrio; caza de varias clases y muchos animales dañinos. pobl.: 36 vec., 180 alm. contr.: con su ayunt. (V.)
(Madoz, 1847, p. 81)

En 2023, tenía empadronados 128 habitantes.